# Paranomus
Paranomus is een geslacht uit de familie Proteaceae. De soorten komen voor in Zuid-Afrika, in zowel de West-Kaap als de Oost-Kaap.

## Soorten
- Paranomus abrotanifolius Knight
- Paranomus adiantifolius Knight
- Paranomus bolusii (Gand.) Levyns
- Paranomus bracteolaris Knight
- Paranomus candicans Kuntze
- Paranomus capitatus (R.Br.) Kuntze
- Paranomus centaureoides Levyns
- Paranomus dispersus Levyns
- Paranomus dregei (H.Buek ex Meisn.) Kuntze
- Paranomus esterhuyseniae Levyns
- Paranomus lagopus (R.Br.) Kuntze
- Paranomus longicaulis Knight
- Paranomus reflexus (E.Phillips & Hutch.) Fourc.
- Paranomus roodebergensis (Compton) Levyns
- Paranomus sceptrum-gustavianus (Sparrm.) Hyl.
- Paranomus spathulatus Kuntze
- Paranomus spicatus Kuntze
- Paranomus tomentosus (E.Phillips & Hutch.) N.E.Br.

... · 
Adenanthos · 
Alloxylon · 
Banksia · 
Grevillea · 
Leucadendron · 
Macadamia · 
Persoonia · 
Protea · 
Toronia · 
Xylomelum · 
...